# Sidney Herbert (14e comte de Pembroke)
Pour les articles homonymes, voir Sidney Herbert et Herbert.
Sidney Herbert, 14e comte de Pembroke, 11e comte de Montgomery, (20 février 1853 - 30 mars 1913), est un homme politique et pair britannique.

## Jeunesse et éducation

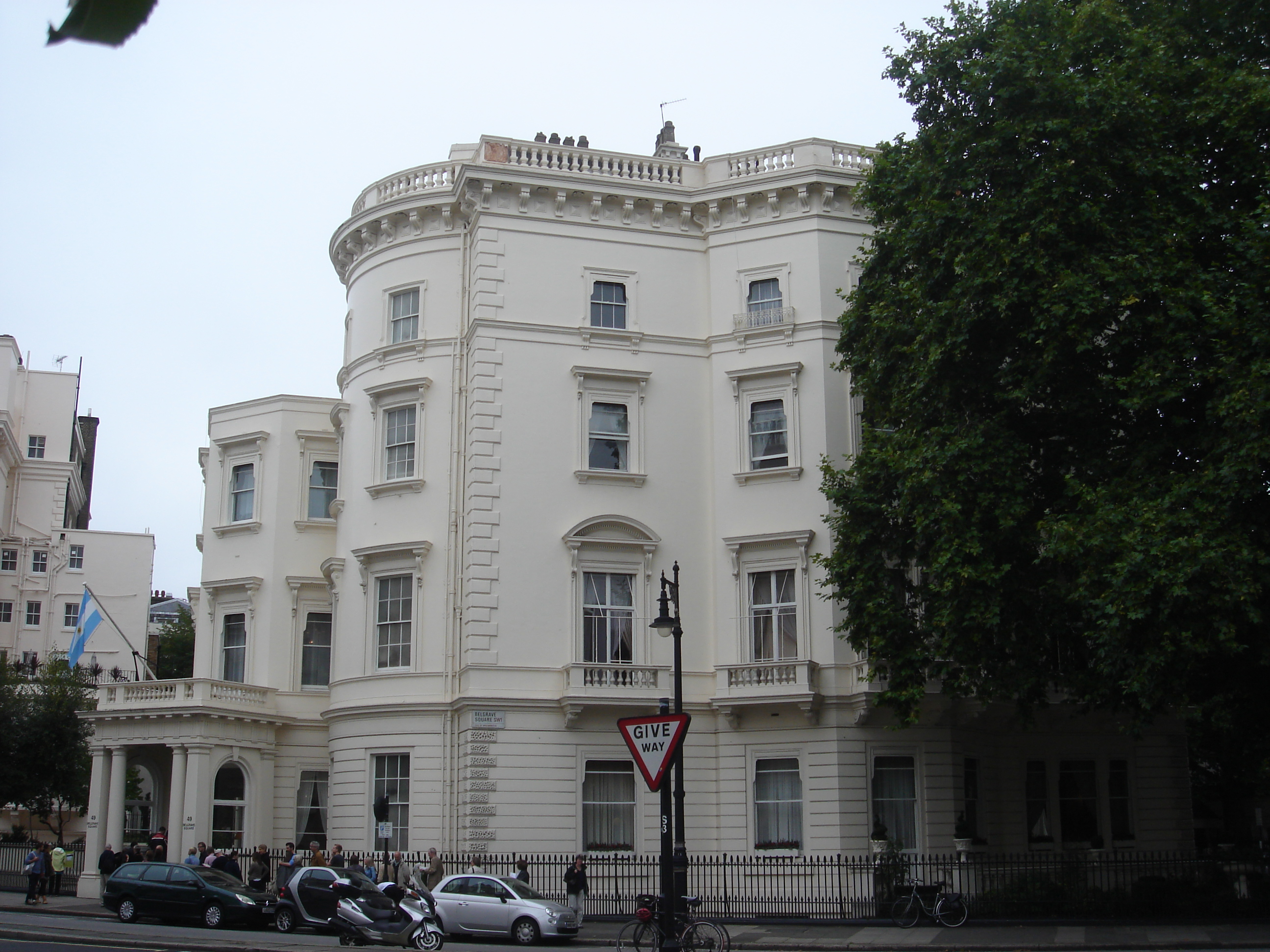
Lieu de naissance d'Herbert, 49 Belgrave Square

Herbert est né au 49 Belgrave Square, Londres, le deuxième fils de Sidney Herbert (1er baron Herbert de Lea) (qui est le fils de George Herbert (11e comte de Pembroke), et de sa deuxième épouse Catherine Semyonovna Vorontsov) et Mary Elizabeth, fille du lieutenant-général Charles Ashe à Court. George Herbert (13e comte de Pembroke), est son frère aîné et Michael Henry Herbert son frère cadet. Catherine Semyonovna Vorontsov est la fille d'une importante famille aristocratique russe, les Woronzows. Il fait ses études au Collège d'Eton et à Christ Church, Oxford.

## Carrière politique
Herbert est élu député de Wilton dans le Wiltshire en 1877, mais perd son siège aux Élections générales britanniques de 1885. C'est un peu un choc étant donné que le siège des comtes de Pembroke est à Wilton House et que sa famille domine la politique du Wiltshire. Herbert est ensuite choisi au début de 1886 pour remplacer William Grantham, qui vient d'être nommé juge, à Croydon. Il est élu et sert sous Lord Salisbury comme Lords du Trésor entre 1886 et 1892. Bien que considéré comme un député compétent, il est peut-être mieux connu pour sa beauté et est largement considéré comme le plus beau député de l'époque.
Herbert succède à son frère comme comte de Pembroke en 1895. Il poursuit sa carrière politique à la Chambre des lords en tant que Lord-intendant sous Salisbury et Arthur Balfour entre 1895 et 1905. Il est admis au Conseil privé en 1895.
Lord Pembroke devient président du Marylebone Cricket Club pendant un an en 1896.

## Famille
Lord Pembroke épouse Beatrix Louisa Lambton, fille de George Lambton (2e comte de Durham), le 29 août 1877. Ils ont deux fils et deux filles.
- Beatrix Frances Gertrude Herbert (1878-1957), épouse d'abord le major Nevile Rodwell Wilkinson (décédé le 22 décembre 1940) le 29 avril 1903 et se remarie, le 5 mars 1942, avec Ralph Francis Forward-Howard, 7e comte de Wicklow. Elle est morte sans enfant.
- Reginald Herbert (15e comte de Pembroke) (1880-1960), épouse Beatrice Eleanor Paget (1883-1973) le 21 janvier 1904. Elle est la petite-fille paternelle de Henry Paget (2e marquis d'Anglesey), et maternelle de Wellington Stapleton-Cotton (2e vicomte Combermere). Ils ont quatre enfants.
- Muriel Katherine Herbert (1883-1951), épouse Arthur John Jex-Blake le 5 août 1920. Ils ont une fille.
- George Sidney Herbert (1886-1942), est créé baronnet en 1937[1] Il ne s'est jamais marié.

Pembroke est décédé à Rome, en Italie, en mars 1913, âgé de 60 ans, et est remplacé par son fils aîné, Reginald. Beatrix, comtesse de Pembroke est décédée en mars 1944.